# Roehampton
Roehampton  é um distrito no borough de Wandsworth, na Região de Londres, na Inglaterra.